# پپر کینن
پپر کینن (انگلیسی: Pepper Keenan؛ زادهٔ ۸ مهٔ ۱۹۶۷) یک موسیقی‌دان اهل ایالات متحده آمریکا است. وی از سال ۱۹۸۹ میلادی تاکنون مشغول فعالیت بوده‌است.

## زندگی شخصی
کینن در شهر آکسفورد ایالات میسیسیپی به دنبا آمده است اما اکنون در نیواورلان زندگی می کند، جایی که او یک بار به نام "Le Bon Temps Roule" در اختیار دارد. پدر او یک نوازنده قدیمی است.